# Poveste din Bronx
Poveste din Bronx (în engleză A Bronx Tale) este un film american din 1993 plasat în The Bronx în anii '60.
Filmul constituie debutul regizoral al lui Robert De Niro și urmărește viața unui tânăr care este ghidat în viață de doi oameni interpretați de De Niro și Chazz Palminteri. Filmul include și o apariție a lui Joe Pesci. Producția a fost scrisă de Palminteri, bazându-se, parțial, pe copilăria sa.
Nu este altă poveste cu mafioți, ci povestea devenirii unui puști , crescut în cartier de mafioți. Puștiul primește două sfaturi de viață: "Nimic nu e mai tragic decât irosirea talentului" și "Nimănui nu-i pasă cu adevărat". Aceste două sfaturi, deși par contradictorii, sunt împletite de către puștiul nostru într-o frumoasă potrivire.

## Legături externe
- A Bronx Tale la Internet Movie Database
- A Bronx Tale la Allmovie
- A Bronx Tale la Metacritic
- A Bronx Tale la Rotten Tomatoes
- A Bronx Tale la Box Office Mojo
- A Bronx Tale Location Arhivat în 1 august 2015, la Wayback Machine.